# Estes Park
Estes Park – miasto w Stanach Zjednoczonych, w stanie Kolorado, w hrabstwie Larimer.